# Фон дер Тан (линеен крайцер, 1909)
Фон дер Тан (на немски: Großer Kreuzer S.M.S. Von der Tann) е първият линеен крайцер на Германския императорски военноморски флот, от епохата на Първата световна война. Кръстен е в чест на баварския пълководец от XIX век Лудвиг фон дер Тан.
Става отговор на британските линейни крайцери от типа „Инвинсибъл“. Също като „Инвинсибъл“, има паротурбинна силова установка и висока скорост на хода. Германският крайцер традиционно е въоръжен с оръдия с малко по-малък калибър – 280-мм срещу 305-мм, но това е компенсирано от по-голямата начална скорост и по-доброто качество на немските снаряди.
В сравнение с британските крайцери има значително по-добро брониране (борд 250 мм срещу 152 мм) и по-съвършена система за противоторпедна защита. Цената за това е ръст във водоизместимостта. Ако британският крайцер е по-малък от линкора „Дредноут“, то „Фон дер Тан“ се получава по-голям от съвременния му линкор „Насау“.
Но за сметка на по-доброто брониране специалистите признават, че „Фон дер Тан“, по своите бойни качества, превъзхожда всички британски линейни крайцери с 305-мм оръдия. Това е потвърдено от резултатите на Ютландското сражение, когато в дуела с „Индифатигъбъл“ германският крайцер в течение на 15 минути изпраща на дъното своя визави.

## Предпоставки за създаването
В началото на XX век за кораби от основните бойни класове (на английски: capital ships), във флотите на водещите световни държави, се считат броненосците и броненосните крайцери. В официалната германска класификация на броненосния крайцер приблизително съответства „голям крайцер“ (на немски: Großer Kreuzer). Амбиците на Германската империя изискват създаването на силен флот, и между Германия и имащата флот № 1 Великобритания се разгаря военноморско съперничество. Според „Закона за флота“ (German Naval Laws) и много поправки към него, германският флот трябва да се състои от 20 „големи“ крайцера, и за това приблизително всяка година се залага един нов крайцер. Развитието на британските броненосни и германските „големи“ крайцери в крайна сметка води до появата на нов клас крайцери – линейните.
Но създаването на германския линеен крайцер върви по път различен от този на Великобритания. В сравнение с предшестващите броненосни крайцери от типа „Минотавър“ британските линейни крайцери от типа „Инвинсибъл“ са революционна крачка напред. Благодарение на увеличаването на калибъра на оръдията от 234 мм до 305 мм, увеличаването на броя оръдия на главния калибър от 4 до 8, отказът от междинен калибър и използването на парната турбина бойните възможности на новия крайцер нарастват многократно. В германския флот ясно се проследява линията на еволюционното развитие. От кораб към кораб има постоянен ръст на водоизместимостта – „Йорк“ има водоизместимост 9530 т, „Шарнхорст“ – 11 600 т, водоизместимостта на най-новия броненосен крайцер от програмата за 1906 г., бъдещия „Блюхер“, достига 15 840 тона. При това неговото въоръжение макар и да се състои от дванадесет оръдия с единен главен калибър, разположени по хексагоналната схема, но това са оръдия калибър само 210 мм. В сравнение с другите броненосни крайцери от онова време, въоръжени с 234-мм оръдия, той изглежда напълно на едно ниво. Но по сравнение с въоръжения с 305-мм оръдия „Инвинсибъл“ губи по всички показатели. Още повече, че „Блюхер“ има парна машина и макар да се счита за най-бързия кораб с такъв тип силова установка, но по скорост той все пак отстъпва на британския си съперник, имащ парни турбини.
За това, когато от германското аташе в Лондон постъпват сведенията за тактико-техническите характеристики на новия британски крайцер, става ясно, че „Блюхер“ сериозно губи и че неговата защита явно не е адекватна на 305-мм британски оръдия. Но работата по проекта на „Блюхер“ вече е на завършителния стадий, и за неговото изменение вече е късно. За това е решено, че „Блюхер“ ще се строи според изходния проект, а отговор към британците ще бъде вече крайцерът от 1907 фискална година, със строителния индекс F.
Една от принципните разлики става концепцията за използване. Британският крайцер се създава именно за крайцерски функции – най-напред за борба с крайцерите на противника, както при действия съвместно с ескадра линкори, така и по комуникациите. Участие в линейния бой на основните сили на флотовете не се предвижда за него, и участието в такъв се ограничава само до обкръжаване на противника и довършване на изостаналите кораби.
В германския флот на крайцерите е дадена и друга роля. Още през януари 1904 г. кайзер Вилхелм II заявява, че тъй като по брой единици германският линеен флот отстъпва на британския, германските големи крайцери трябва да са способни да участват в линейния бой в една линия с линкорите. И макар военноморският министър, гросадмирал Тирпиц, да е противник на такава употреба, настоявайки за чисто крайцерски функции, изискването на участие в линеен бой е отчетено при разработката на проекта за новия крайцер.
Разработката на проекта за крайцера „F“ е от август 1906 до юни 1907 г. Разглеждани са множество варианти, в т.ч. с въоръжение от 305 и 343-мм оръдия. Обаче при наличието на финансови ограничения, за да се спазят баланса на скорост, въоръжение и защита, е решено да се използват оръдия калибър 280 мм. Още повече че този калибър е избран за германските дреднаути „Насау“. Не е последна и ролята на мнението на Тирпиц за прехвърляне на крайцерските функции. 280-мм оръдия са считани от него за достатъчни за тази роля. За осигуряване на високата максимална скорост на хода крайцерът, за първи път в германския флот, има парни турбини. На 22 юни 1907 г. кайзерът утвърждава поръчката на строителството на крайцера „F“, бъдещия „Фон дер Тан“.

## Конструкция

### Корпус, надстройки, мореходност, управляемост и екипаж
Нормалната водоизместимост на „Фон дер Тан“ съставя 19 370 т, пълната – 21 300 т. Крайцерът има корпус с полубак, заемащ приблизително трета от дължината на кораба. Дължината на корпуса между перпендикулярите съставлява 171,5 м, ширината – 26,6 м, максималната ширина с разгърната противоторпедна мрежа е 27,17 м. При пълен товар газенето по носа се равнява на 8,91 м, по кърмата е 9,17 м. Височината на корпуса на мидъла е 13,28 м. При нормална водоизместимост височината на надводния борд в носа съставлява 8,1 м, на кърмата – 5,8 м. Увеличаване на газенето с 1 см съответства на увеличаване на водоизместимостта с 30,58 т.
Обводите на корпуса на „Фон дер Тан“ почти повтарят обводите на „Блюхер“. В сравнение с „Блюхер“ дължината и ширината на „Фон дер Тан“ са увеличени съответно на нарасналата водоизместимост, но при това газенето почти не се изменя.
Корпусът на крайцера е разделен от водонепроницаеми прегради на 15 основни отсека. Двойно дъно има на 75% от дължината на кораба. Наборът на корпуса е смесен.
След построяването на крайцера е монтирана система за активно успокоявания на люлеенето – цистерни на Фрам, съдържащи 231 т вода. Водата с мощни помпи се прелива между цистерните в противофаза на люлеенето. Това позволява намаляване на крена при вълнение от 17° до 11°. Периодът на бордовото люлеене съставлява 11 секунди. По-късно вместо цистерните на Фрам започват да се използват скулови килове, а цистерните се използват за съхранение на допълнителни 200 т гориво.
По проект са заложени решеткови мачти, но те още в процеса на построяването са заменени с обикновени тръбни. След Ютландското сражение, когато „Дерфлингер“ едва не се оплита в собствените си противоторпедни мрежи, те са свалени от всички германски кораби, в т.ч. и от „Фон дер Тан“.
Крайцерът е снабден с четири винта и два паралелни руля, което осигурява добра маневреност и управляемост. Но в завиване и управляемост на заден ход те са неудовлетворителни. Загуба на управляемост настъпва при преместване на руля с повече от 60°, с възникване на крен от 8°. При нормална водоизместимост метацентричната височина съставлява 2,11 м. Устойчивостта е максимална при крен от 30° и нулева при 70°.
На „Фон дер Тан“, също като при британския „Инвинсибъл“, е проведен експеримент с промяна на разположението на каютите за офицерите. Вместо на кърмата те са разположени на полубака, считайки, че така за офицерите ще бъде по-удобно да се доберат до местата на бойното им дежурство. Но според резултатите на експлоатацията става ясно, че такова решение е погрешно, и повече на нито един германски кораб такова разположение на каютите не се използва. На крайцера са разположени и допълнителни помещения за престой на флагмана и неговия щаб.
По щатно разписание в мирно време екипажът се състои от 923 души, в т.ч. 41 офицера. При използване като флагман екипажът достига 999 души, увеличавайки се с 14 офицера и 62 души долни чинове. По време на война екипажът се увеличава за сметка на резервисти. Така например по време на Ютландското сражение екипажа наброява 1174 души.

### Въоръжение
Въоръжението на кораба се състои от осем 280-мм скорострелни оръдия SK L/45 с дължина на ствола от 45 калибра в четири двуоръдейни кули. По една кула стоят на носа и кърмата в диаметралната плоскост. Две кули има разположени ешелонирано – побордно, с изместване една спрямо друга.
Нарезката на оръдията е с прогресивна извивка – от 45 калибра на оборот при казенната част до 30 при дулния срез. Отличителна особеност на германските оръдия е използването на клинов вертикален затвор. Скорострелността им достига 3 изстрела в минута. Оръдията се комплектоват с бронебойни и фугасни снаряди с маса 302 кг. Зарядът се състои от две части – основен и допълнителен. За надеждната обтурация при използването на клиновия затвор основният заряд от 79 кг метателно вещество е поставен в месингова гилза. Допълнителният заряд тежи 26 кг и е поставен в копринен картуз. Това осигурява на снарядите начална скорост от 855 м/с.
Оръдията са разположени в куполните установки, с обозначение Drh. L.C./1907 (Drh. L. – съкратено от Drehscheiben Lafette, въртящ се лафет, С – годината на приемане на въоръжение). Осигурени са ъгли на навеждане и възвишение от −8° до +20°. При максималния ъгъл на възвишение от 20° се осигурява далечина на стрелбата от 18 900 м. През 1915 г. е увеличено теглото на заряда и максималната далечина нараства до 20 400 м.
Бордовите кули могат да стрелят по противоположния борд в сектор 125°, което на теория осигурява бордов залп от осемте оръдия, такъв като при „Насау“ с неговите 12 оръдия. При носовата кула осите на оръдията са разположени на 9,9 м от нивото на водата, при останалите – 7,7 м. Всички кули имат електрическо задвижване за вертикалното и хоризонталното насочване. Кулата, претоваръчното отделение, подаващата тръба и долния подемник са обединени в единна въртяща се конструкция. Разположението на погребите е различно според кулите. На кърмовата кула снарядния погреб е разположен над барутния погреб, при останалите разположението е обратно. Общия боекомплект съставлява 660 снаряда – по 165 на кула.
Всяка кула има далекомер за индивидуалното управление на стрелбата. През юни 1915 г. за главния и средния калибър са поставени прибори за централизирано управление на стрелбата за вертикалното и хоризонталното насочване на оръдията.
Средният калибър съставляват десет 150-мм 45-калибрени оръдия SK L/45 в установки MPL C/1906. Те са разположени в брониран каземат на средната палуба. Общият им боекомплект съставлява 1500 бронебойни и фугасни снаряда. Снарядите са с маса 45,3 кг и начална скорост 835 м/с. Ъглите на навеждане/възвишение са от −7° до +20°.
Спомагателната артилерия се състои от 16 скорострелни оръдия калибър 88 мм с дължина на ствола 45 калибра в установките MPL C/1906. Те са поместени на носовата и кърмовата надстройки, на полубака, а също и на кърмата на кораба. Техния боекомплект съставляват 3200 фугасни снаряда. В началото на 1916 г. четири оръдия на кърмовата надстройка са заменени с две 88-мм зенитни оръдия в установки MPL C/1906 с ъгъл на възвишение 70°. През 1916 г. са демонтирани 12 останали не зенитни 88-мм оръдия.
Торпедното въоръжение се състои от четири подводни торпедни апарата калибър
450 мм – носов, кърмов и два бордови апарата. Бордовите апарати са разположени пред барбета на носовата кула извън противоторпедната преграда. Общия боекомплект съставлява 11 торпеда.

### Брониране
Бронирането на жизненоважните части на корпуса е изпълнено от круповска цементирана броня. Общото тегло на бронирането достига 33,3% от нормалната водоизместимост. Главният брониран пояс е от предния край на носовата кула до задния край на кърмовата. Поясът има постоянна дебелина от 250 мм на височина 1,22 м, влизайки под водата на 0,35 м. След това той постепенно изтънява до 150 мм на 1,6 м под водолинията. Поясът е разположен на подложка от тиково дърво с дебелина 50 мм. По краищата той завършва със 180-мм траверси. В носа той е продължен със 120-мм пояс, изтъняващ до 100 мм. В кърмата е с дебелина 120 мм и завършва на 3,5 метра от кърмата със 100-мм преграда. След това по кърмата върви 100-мм пояс с долен край от 80 мм.
Над главния пояс в района на цитаделата има горен пояс с дебелина 225 мм. Казематът на оръдията на средния калибър се прикрива от 150-мм пояс. Между оръдията са поставени противоосколъчни прегради с дебелина 20 мм, а зад оръдията – 20-мм противоосколъчни екрани.
Челната и задната плочи на кулите на главния калибър имат дебелина 230 мм, а стените – 180 мм. Наклонената предна част на покривите на кулите е с дебелина 89 мм, а хоризонталната част на покрива – 60 мм. Настилът на кулите има дебелина 50 мм. Барбетите на кулите с вътрешен диаметър от 8100 мм имат дебелина 200 мм. Носовата и кърмовата кули имат външна стена с дебелина 230 мм, а на вътрешната – 170 мм. Под главния броневи пояс дебелината на барбетите намалява до 30 мм.
Носовата бронирана бойна рубка има дебелина на стените от 250 мм, а на покрива – 80 мм. При кърмовата тези стойности са 200 и 50 мм съответно.
Хоризонталното брониране се състои от две броневи палуби. Тази, която е разположена по-високо, е предназначена за активизиране на взривателите и преждевременен разрив на снарядите, а долната – за улавяне на осколките. Плоската част на бронираната палуба е разположена на нивото на средната палуба зад главния 250-мм броневи пояс и има скосове с дебелина 50 мм. В носовата част тя е плоска (с дебелина 50 мм) на нивото на долната палуба и е разположена още по-ниско в кърмата, където нейната дебелина съставлява 80 мм в плоската част с два 25-мм скоса. Главната палуба има дебелина 25 мм над главния пояс зад пределите на батареите. Горната палуба има дебелина 25 мм над батареите. Освен това, палубата на полубака в района на носовите погреби има дебелина 23 мм.
Подводната защита е добре измислена. По цялата дължина на главния броневи пояс върви бронева противоторпедна преграда с дебелина 25 – 30 мм. На мидъла тя отстои от борда на 4 м. Между борда и противоторпедната преграда е разположена още една преграда, деляща този обем наполовина. Външната част на отсека е куха и изпълнява при взрив ролята на разширителна камера, а вътрешната е запълнена с въглища, което осигурява допълнителна защита.

### Енергетична установка
Крайцерът, за първи път в германския флот, получава паротурбинна силова установка. Парата за нея се изработва в 18 котела от немския военноморски тип („Шулц-Торникрофт“), разположени в пет отсека. Всеки отсек се разделя с преграда по диаметралната плоскост на две отделения. В първите две отделения стои по един котел. В следващите осем – по два. Котлите са водотръбни, с тънкостенни тръбички малък диаметър, работещи на въглищно отопление. От 1916 г. котлите са оборудвани с инжектори за впръскване на нефт. Те има обща повърхност на нагряване от 10 405 м² и осигуряват налягане на парата от 16 кгс/см².
Турбините на Парсънс са директно задвижване на валовете. Машинните отделения заемат три отсека. Типичната особеност на установките на Парсънс е тази, че те изискват наличието на четири вала. Комплектът турбини на единия борд се състои от турбина високо налягане за задвижване на един вал и турбина ниско налягане за задвижване на втория вал. На „Фон дер Тан“ диаметърът на ротора на турбината високо налягане съставлява 2100 мм, на турбините ниско налягане съответно от 2920 до 2820 мм. Турбината високо налягане на левия борд върти външния вал, а на десния – вътрешния. Всички четири винта са трилопастни и имат диаметър 3,6 м.
Номиналната проектна мощност към валовете съставлява 42 000 к.с. или 1,97 к.с./т водоизместимост, което при средна честота на въртене на валовете от 300 оборота/минута трябва да осигури скорост от 24,8 възела. При изпитанията на Нейкругската мерна миля тези параметри са значително надминати от крайцера. Силовата установка развива форсирана мощност 79 007 к.с., което при честота на въртене на гребните валове от 324 об/мин позволява на крайцера да развие скорост от 27,4 възела.
Нормалният запас въглища съставлява 1000 т, пълният – 2600 т. През 1916 г. запасът гориво е увеличен с 200 т нефт за впръскване в котлите при форсиране. Далечината на плаване на крайцера „Фон дер Тан“ достига 4400 морски мили при скорост 14 възела или 2500 морски мили при скорост 22,5 възела. Разходът на гориво съставлява от 0,64 до 1,15 кг/к.с. за час в зависимост от режима на хода.
Електроенергията на кораба се осигурява от шест турбогенератора с обща мощност 1200 кВт, с напрежение 225 волта.

## История на строителството
Корабът е строен според корабостроителната програма за 1907 г. в корабостроителницата на „Блом унд Фос“ (Хамбург) под индекса „F“ (строителен номер – 198). Килът на кораба е заложен на 21 март 1908 г. Германските кораби традиционно получават имената си при спускането им на вода. Крайцерът е решено да се нарече „Фон дер Тан“ в чест на Лудвиг фон дер Тан-Расзамхаузен – баварски генерал, командир на пехотен корпус и началник-щаб на шлезвиг-холщайнската армия по време на освободителната война 1848 – 1850 г. По-късно, по време на франко-пруската война, той командва 1-ви баварски пехотен корпус.
На 20 март 1909 г. е извършена церемонията по кръщаването и крайцерът е спуснат на вода. Обредът на кръщаването е извършен от командира на 3-ти баварски пехотен корпус Луитполд фон дер Тан-Расзамхаузен, племенник на Лудвиг. „Фон дер Тан“ след завършване на шестмесечните изпитания е въведен в състава на флота на 19 февруари 1911 г. Стойността на построяването на кораба съставя 36 523 000 марки или 18 262 000 златни рубли.

## История на службата

### Командири
Корабът е командван: от
- капитан цур зее[„Коментари“ 4] Мишке (септември 1910 г. – септември 1912 г.);
- капитан цур зее Хан (септември 1912 г. – февруари 1916 г.);
- капитан цур зее Ценкер (февруари 1916 г. – април 1917 г.);
- капитан цур зее Момзен (април 1917 г. – юли 1918 г.);
- капитан цур зее Фелдман (юли 1918 г. – декември 1918 г.);
- капитан-лейтенант Воланке (в периода на интернирането).

### Служба преди войната
След изпитанията, на 20 февруари 1911 г. крайцерът отплава от Кил в поход към Южна Америка. Среща се в Рио де Жанейро с крайцера „Бремен“. „Фон дер Тан“ престоява там от 14 до 23 март 1911 г. За това време е посетен от президента на Бразилия. След това той се насочва за Аржентина, където на 30 март 1911 г. група офицери, начело с командира на крайцера Мишке, посещава Буенос Айрес. На обратния път към родината между остров Тенерифе и Хелголанд крайцерът изминава 1913 мили със средна скорост 24 възела.
На 6 май крайцерът се връща във Вилхелмсхафен и на 8 май е зачислен в състава на 1-ва разузнавателна група, на смяна на отплавалия за Източна Азия „Гнейзенау“. През юни 1911 г. „Фон дер Тан“ от Визинген доставя в Англия за коронацията на английския крал Джордж V немския кронпринц Вилхелм и кронпринцеса Сесиле. По време на визитата, продължила от 20 до 29 юни, той участва в парада на Спитхедския рейд.
В началото на август 1911 г. той официално влиза в състава на флота и от 28 септември 1912 г. става флагмански кораб на командващия 1-ва разузнавателна група вицеадмирал Бахман. За времето на текущия ремонт на „Фон дер Тан“, от 13 март до 3 април 1912 г., Бахман пренася своя флаг на броненосния крайцер „Йорк“, а на „Фон дер Тан“ временно държи флага си 2-я флагман контраадмирал Франц фон Хипер. На 23 юни 1912 г. „Фон дер Тан“ отплава за ремонт на машините във Вилхелмсхафен, и Бахман пренася своя флаг отначало на лекия крайцер „Колберг“, а след това на новия линеен крайцер „Молтке“. Известно време „Фон дер Тан“ е редови кораб от 1-ва група.
На 1 октомври 1912 г. в 1-ва разузнавателна група е създадена длъжността на 3-ти флагман. Тя е заета от капитан 1-ви ранг Функе, с флаг на „Фон дер Тан“. На 1 октомври 1913 г. Функе, към това време вече контраадмирал, получава длъжността 2-ри флагман, оставяйки своя флаг на крайцера.
На 1 март 1914 г. Функе е назначен за временен командващ 3-та ескадра линкори, и на „Фон дер Тан“ вдига своя флаг 3-я флагман, контраадмирал Тапкен.

### Начало на Първата световна война
С началото на бойните действия на 1-ва разузнавателна група е възложена задачата да охранява Немския залив, началник на охраната на който става контраадмирал Тапкен. Заедно с леките крайцери „Майнц“, „Щралзунд“ и 6-та флотилия миноносци „Фон дер Тан“ влиза в резерва на бойната охрана на линията Вангерооге – Хелголанд – Ейдер. На 31 юли 1914 г. „Фон дер Тан“ участва в състава на флота в първия си боен поход.
На 28 август 1914 г., след боя при Хелголанд, „Фон дер Тан“ излиза в помощ на търпящите бедствие свои леки крайцери. Но към този момент британските линейни крайцери вече са се оттеглили. От есента на 1914 г. германските линейни крайцери започват обстрели над британското крайбрежие, към които се включва и „Фон дер Тан“.
От 2 до 3 ноември „Фон дер Тан“ заедно с другите кораби на 1-ва разузнавателна група обстрелва Ярмът, а в 15 – 16 декември Скарбъроу и Уитби. На 6 декември командирът на „Фон дер Тан“ предлага да се използва крайцера като рейдер в северния Атлантик, но това предложение е отклонено. От 25 декември 1914 г. длъжността 3-ти флагман е освободена, и „Фон дер Тан“ става редови кораб в 1-ва група. На 24 януари 1-ва разузнавателна група влиза в бойно съприкосновение с британските линейни крайцери при Догер банк. Но „Фон дер Тан“ не участва в този бой, тъй като се намира на ремонт.
През август 1915 г. „Фон дер Тан“ в състава на 1-ва разузнавателна група участва в опита на германския флот да се промъкне в Рижкия залив. 1-ва разузнавателна група трябва да подави бреговите батареи на остров Утьо, на 10 август 1915 г. За това е отделен лекия крайцер „Колберг“, но той се отвлича в преследване на появилите се руски есминци, и за обстрела е изпратен „Фон дер Тан“. Той открива огън в 5:56, отначало обстрелвайки от дистанция 15 000 м стоящия зад Утьо руски крайцер „Громобой“, който се оттегля. След това, когато в боя влизат бреговите батареи, в 6:01 „Фон дер Тан“ започва престрелка с тях. Бреговите батареи са въоръжени само с оръдия среден и малък калибър, за това бързо са обезвредени. Само един 152-мм снаряд уцелва крайцера в комина, причинявайки незначителни повреди.
В 6:18 огънят е прекратен, тъй като бойната задача е изпълнена, и се появява опасност от атака на подводница. От миноносците и линейния крайцер „Зайдлиц“ докладват за перископи. В този район се намират руските подводни лодки „Кайман“, „Крокодил“. На 19 август британска подводна лодка торпилира линейния крайцер „Молтке“, и на 21 август 1915 г. операцията на Флота на откритото море в Рижкия залив е прекъсната.
След завръщането от Балтика „Фон дер Тан“ заедно с другите крайцери на 1-ва разузнавателна група продължава операциите в Северно море и набезите над брега на Англия. На 11 – 12 септември 1915 г. линейните крайцери прикриват минното заграждане в района на банката Терхшелинг. На 23 – 24 октомври 1915 г. е осъществен боен поход на флота до ширината на Ейсберг. На 3 – 4 февруари „Фон дер Тан“ прикрива завръщането на рейдера „Мьове“. От 5 до 7 март 1915 г. 1-ва разузнавателна група обстрелва английския Хуфден, а на 24 – 25 април – Лоустофт и Ярмът. Отчитайки създадената от британците система за радиоприхващане, рано или късно тези набези трябва да се превърнат в стълкновение на британския и германския флот. И то се случва на 31 май 1916 г.

### Ютландско сражение
В Ютландското сражение „Фон дер Тан“ се намира под командването на капитан 1-ви ранг Ценкер, който заменя на поста капитан 1-ви ранг Хан още през февруари 1916 г. Линейните крайцери на 1-ва разузнавателна група, под командването на Хипер, съставляват авангарда на Флота на откритото море. „Фон дер Тан“ затваря строя, плавайки пети след „Лютцов“, „Дерфлингер“, „Зайдлиц“ и „Молтке“. Немците предполагат, че за прихващане на групата на Хипер ще бъде насочена част от британския флот. Задачата на авангарда е да примамят британските кораби и да ги наведат към плаващите по следите им основни сили под командването на Райнхард Шеер. Немците не знаят, че в морето се намира целия Гранд Флийт с подобна задача. В крайна сметка сражението има четири основни фази – „спринт на юг“, когато британския авангард под командването на Бийти преследва ескадрата на Хипер, след това „спринт на север“, когато целия Флот на откритото море се занимава с преследването на британския авангард, и на финала са дневните и нощните боеве между основните сили на флотовете.
В 15:10 леките сили на противниците се засичат взаимно и влизат в бой. В 16:30 в боя влизат линейните крайцери. Хипер решава да даде бой при оттеглянето си. Неговите крайцери лягат на курс към своите основни сили. Те са преследвани от шестте линейни крайцери на Бийти и изостаналата от линейните крайцери 5-та ескадра в състав четирите бързоходни линкора от типа „Куин Елизабет“.
Крайцерите на противниците откриват огън в 16:48. „Фон дер Тан“ води престрелка с британския линеен крайцер „Индифатигъбъл“. Дистанцията в тази част на боя съставлява 14 600 – 12 300 метра. „Фон дер Тан“ води огън от 280-мм и 150-мм оръдия. В 17:02 три 280-мм снаряда попадат в „Индифатигъбъл“ в района на гротмачтата. Той излиза от строя надясно, с видим крен на левия борд. Очевидно, на него излиза от строя рулевото управление. След това в него попадат още два 280-мм снаряда в района на носовата част – един снаряд в корпуса и един в района на носовата кула на главния калибър. След това се взривяват носовите погреби на боезапаса. Над носовата част на „Индифатигъбъл“ се извива огромен стълб пламъци, и всичко е обвито в дим. Когато димът се разсейва, на повърхността вече няма и следа от британския крайцер. от неговия екипаж се спасяват само двама души. За това време „Фон дер Тан“ изстрелва 52 280-мм снаряда, постигайки 9,6% попадения. От примерно 40 снаряда, изстреляни от „Индифатигъбъл“, нито един не уцелва.
В 17:05 огънят е насочен върху останалия последен в британската колона „Ню Зеланд“. Той на свой ред прекратява обстрела на „Молтке“ и влиза в престрелка с „Фон дер Тан“. А след още няколко минути ситуацията за „Фон дер Тан“ кардинално се влошава. Първо, по погрешка вместо „Молтке“ той започва да бъде обстрелван от „Тайгър“. Второ, към мястото на събитията пристига 5-та британска ескадра на Еван-Томас и линкорите въоръжени с 381-мм оръдия започват своята престрелка по германските крайцери от „Фон дер Тан“, според сближаването им пренасяйки огъня от далечните германски кораби.
В 17:18 „Фон дер Тан“ пренася своя огън на първия в колоната на 5-та ескадра „Баръм“. Но преди това в 17:09 той получава първата си повреда. 381-мм снаряд на „Баръм“, от дистанция 93 кабелта (17 300 м), уцелва кораба на 8,5 метра от кърмата на нивото на средната палуба на 0,9 метра над проектната и вероятно малко под фактическата водолиния. Той удря кърмовата бордова броня в стика между 80-мм горен и 100-мм долен ред плочи.
За това време „Фон дер Тан“ прави по „Баръм“ 34 изстрела, постигайки в 17:23 едно попадение в броневия пояс под водолинията, което не причинява никаква вреда. В 17:24 огънят отново е пренесен към „Ню Зеланд“. В 17:26 той уцелва „Ню Зеланд“. Снаряд удря в 178-мм броня на барбета „X“ около 0,3 – 0,4 метра над горната палуба и детонира вътре в барбета. Той не нанася големи повреди, макар кулата за кратко да е заклинена от осколките, попаднали на лагерните пътечки.
В 17:35 280-мм оръдия на дясната бордова кула прегряват и спират да се накатват, този проблем е решен едва в 20:30. „Фон дер Тан“ вече може да води огън само от лявата бордова кула. Същия проблем възниква и при дясното оръдие на лявата бордова кула. Към това време крайцерите на Бийти, които се отклоняват настрани, излизат от зоната на действие на оръдията на „Фон дер Тан“ и огънят на единственото оръдие се води по „Малая“ от състава на 5-та ескадра.
Около 17:50 британските разрушители излизат в торпедна атака и „Фон дер Тан“ трябва да се отклонява от две торпеда, пуснати от HMS Nerissa. „Лютцов“ и „Дерфлингер“ също избягват попадания, но „Зайдлиц“ няма късмет – в 17:57 той получава торпедно попадение. Към този момент Хипер довежда ескадрата на Бити до основните сили на германския Флот на откритото море. Вече Бийти е принуден да се спасява с бягство. Линейните крайцери на Бийти, преследвани от Хипер, доста бързо излизат от зоната на действие на германската артилерия. 5-та британска ескадра проспива поворота и се оказва под огъня на германските линкори. Обаче, избягвайки фатални повреди, тя обръща и повежда след себе си германските кораби насреща на Гранд Флийт. Започва „Спринтът на север“.
5-та британска ескадра, при поворота, попада под съсредоточения обстрел на германската 3-та дивизия линкори и макар и да получава попадения от 11 305-мм и два 280-мм снаряда, избягва фатални повреди. Линейните крайцери на Бийти пават на скорост около 25 възела и в резултат на ред маньоври, към 8:10, излизат от зоната на действие на огъня от преследващите ги крайцери на Хипер. Към това време получените повреди, умората на огнярите и задръстването на огнищата не позволяват на германските линейни крайцери да развият скорост над 23 възела. Германските линкори даже при форсирани машини не могат да развият над 22 – 23 възела. Наистина ескадрата на Еван-Томас макар и да плава с почти 25-възлов ход, не успява да се откъсне, тъй като отначало плава по дъга, а след това на сходящ с германските кораби курс.
Но независимо от неизгодното положение, четворката британски линкори показва всички преимущества на доброто брониране и мощното въоръжение в едно с добро управление на стрелбата. Боят се води на пределни дистанции, и във фазата на преследването редките попадения на германските кораби не нанасят силни повреди. При това британските линкори на същите дистанции водят прекрасна стрелба и нанасят ред тежки повреди на германските линкори и крайцери. По линейните крайцери водят огън „Баръм“ и „Валиант“. За щастие на „Фон дер Тан“, огънят на британските линкори е съсредоточен на главните кораби от германската колона – „Лютцов“, „Дерфлингер“ и „Зайдлиц“ получават 13 попадения от 381-мм снаряди.
От 18:00 „Фон дер Тан“ води огън от единственото оцеляло оръдие по „Малая“. За кратко е поправено второто оръдие на дясната кула, и огъня се води от две оръдия. Всичко са дадени 10 залпа по „Малая“ и още шест по разрушителите. Но в 18:15 последната кула излиза от строй, и крайцерът остава само със 150-мм оръдия. Въпреки това той остава в линията, продължавайки да води огън по целите, намиращи се в зоната на действие на неговите оръдия.
Към 19:15 Флотът на откритото море се среща с главните сили на Гранд Флийт и в сумрака и нощта стават ред боеве. В 19:19 „Фон дер Тан“ получава четвърто попадение – от 381-мм снаряд на „Ривендж“. Снарядът попада в задната бойна рубка и убива и ранява всички намиращи се в рубката, разрушава вентилационните шахти на дясното предно машинно отделение, в резултат на което то се напълва с дим и газове. В 19:30 успяват да пуснат в действие кърмовата кула, но тъй като механизмите за въртене на кулата са излезли от строй, насочването се осъществява ръчно. В 20:30 е въведена в действие дясната бордова кула, а в 21:00 отново заработва и лявата. Но „Фон дер Тан“ повече не успява да постигне нито едно попадение, тъй като на тъмната страна на хоризонта вече не се различават целите.
Всичко за времето на боя „Фон дер Тан“ изразходва 170 280-мм и 98 150-мм снаряда. Последните са изстреляни основно по разрушителите. Към края на деня крайцерът вече с труд поддържа ход от 18 възела. Загубите сред екипажа на „Фон дер Тан“ съставят 11 души убити и 35 ранени.

### Край на войната и съдба
Ремонтът на крайцера преминава в държавната корабостроителница във Вилхелмсхафен от 2 юни до 29 юли 1916 г. Но при стрелбата носовата кула постоянно излиза от строй, за това фактически в бойна готовност той влиза едва към 2 август 1917 г. За това време той участва в бойните походи на флота 18 – 19 август и 25 – 26 септември 1916 г. През лятото на 1916 г. боеготови остават само линейните крайцери „Фон дер Тан“ и „Молтке“, за това временно в състава на 1-ва разузнавателна група са включени дредноутите „Байерн“, „Маркграф“ и „Гросер Курфюрст“.
От 15 октомври 1916 г. „Фон дер Тан“ става флагмански кораб на контраадмирал Бедикер – 2-ри флагман на 1-ва разузнавателна група. „Фон дер Тан“ участва също в бойните излизания на флота от 18 – 19 октомври, 23 – 24 октомври 1916 г. и 23 – 24 март 1917 г. За това време стават две големи аварии с турбините. За това от 13 ноември до 29 декември 1916 г. и от 31 май до 22 юни 1917 г. той се намира в ремонт.
На 21 януари 1918 г. Бедикер на поста 2-ри флагман сменя контраадмирал Ройтер. Под неговия флаг „Фон дер Тан“ предприема участие в излизанията на флота от 23 – 24 април 1918 г. и 8 – 9 юни 1918 г. На 11 август Хипер е назначен за командващ на Флота на откритото море, и Ройтер поема командването на 1-ва разузнавателна група. 2-ри флагман не е назначаван, и неговите задължения изпълнява командирът на „Фон дер Тан“ Фелдман. Края на войната крайцерът посреща на рейда Шилинг, напълно готов за бойни действия.
Съгласно условията на примирието, „Фон дер Тан“ подлежи на интерниране. На 19 ноември 1918 г. той, в състава на ескадрата предавани за интерниране кораби от немския военноморски флот, пристига в британската база в залива Фърт ъф Форт. А на 24 ноември 1918 г. германските кораби преминават в Скапа Флоу на Оркнейските острови. „Фон дер Тан“ пуска котва източно от остров Кава.
Командващ германските кораби е контраадмирал Лудвиг фон Ройтер. Той се опасява от предаването на корабите на съюзниците, за това те са тайно подготовени за потопяване. На 21 юни 1919 г. постъпва заповедта на Ройтер и на дъното на Скапа Флоу лягат 10 линкора, 5 линейни крайцера, 5 леки крайцера и 32 миноносеца. „Фон дер Танн“ ляга на дъното с кила нагоре.
Комисията на Адмиралтейството, обследваща потъналите кораби, стига до извода, че е невъзможно те да бъдат извадени. Към онова време просто не съществуват надеждни способи за изваждане от дъното на толкова големи кораби и съдове. А тъй като те не пречат на корабоплаването, е решено да се оставят лежащи на дъното. Но през 1924 г. лежащите на дъното кораби откупува продавачът на скрап Ърнест Кокс. Организираната от него компания след опити разработва технология за подем на съдове. Към този момент, когато пристъпват към работите над „Фон дер Тан“, вече са извадени „Молтке“, „Зайдлиц“, „Кайзер“, „Хинденбург“ и са отработени всички операции.
Корабът се изважда от дъното с дъното нагоре. Тъй като и после в такова положение той се буксира и поставя в корабен док, стърчащите части – мачти, комини, надстройки, кулите на главния калибър – са срязани с газови резаци или подривни заряди. Преди изваждането водолази затварят всички отверстия и подвеждат тръби от въздушните помпи. В ред отсеци се правят шлюзове за влизане във вътрешността на корпуса. За направата на шлюза се използват стари парни котли, заварявани към корпуса. От котела към повърхността излиза тръба, по която се спускат хора в корпуса. Отначало вътре в корпуса започва да се подава сгъстен въздух в обем, недостатъчен за изплуване на корпуса. Вътре през шлюзовете влизат хора и херметизират водонепроницаемите прегради, за да се избегне протичане на въздух и вода между отсеците. Така се осигурява устойчивостта на кораба при изплуването. След това нагнетяващите въздуха помпи се включват на пълна мощност и корабът се издига на повърхността.
„Фон дер Тан“ лежи на дълбочина 27 метра с дъното нагоре и крен 17° на десния борд. Работите по неговото изваждане започват още преди буксировката към мястото на разкомплектоване на току-що извадения „Хинденбург“. Не се разминават без трудности. Първо, тръбите към шлюзовете са с много голяма дължина. Второ, при началото на изпомпването на въздуха от отсеците на крайцера се появява невероятно зловоние от разлагащите се водоросли и морски организми. Опитват се да го проветрят чрез продухване с въздух, но това не помога. При работата с ацетиленови горелки вътре в корпуса периодично възникват неголеми пожари и взривове на натрупали се горящи газове. За това отсеците са обработени със специално химическо вещество. Миризната му е, като че ли, по-лоша, но това трябва да предотврати образуването на газове. В резултат и това малко помага. При херметизацията на последния отсек става силен взрив на натрупали се продукти от разлагането. Помощникът на Кокс Маккензи е изхвърлен от отсека, при това той удря главата си от капака на люка. Той е изваден плаващ във водата надолу с главата. Още трима души по спешност са извадени от набралия вода отсек, разрязвайки с автоген корпуса. В края на ноември 1930 г. „Фон дер Тан“ е изваден на повърхността и на 5 февруари 1931 г. е отбуксиран в Лайнес за разкомплектоване.

## Оценка на проекта
„Фон дер Тан“ става отговор на британския „Инвинсибъл“. Двата кораба с много превъзхождат броненосните крайцери от онова време и стават представители на нов клас – на линейните крайцери. Основните различия в конструкцията на британския и немския крайцери са обусловени от различието в концепциите за използването им. „Инвинсибъл“ изначално е планиран, преди всичко, за изпълняване на крайцерски функции – водене на разузнаване при ескадрата и борба с крайцерите на противника. Проектирането на боен кораб винаги представлява търсене на компромис между нивото на въоръжение, брониране и скорост. Професорът от Масачузетската школа по корабостроене в САЩ Ховгард през 1905 г. предсказва, че ескадреният крайцер за изпълнение на своите задачи трябва да има въоръжение и брониране като на броненосец, а скоростта му да е по-висока. Това еднозначно води до извода, че неговата водоизместимост трябва да е по-голяма. Първият британски крайцер е ограничен по водоизместимост. Неговият създател лорд Фишър счита за необходимо наличието на силно въоръжение и висока скорост за изпълняване на крайцерските функции, а за това бронирането трябва да бъде пожертвано. И макар неговото ниво и да на нивото на най-добрите броненосни крайцери от онова време, бронирането му е просто несъпоставимо с линкорното.
|                                                                  | „Минотавър“                       | „Минотавър“                       | „Инвинсибъл“                      | „Инвинсибъл“                      | „Дредноут“                        | „Дредноут“                        | „Фон дер Тан“                     | „Фон дер Тан“                     | „Фон дер Тан“                     | „Фон дер Тан“                     | „Насау“                           | „Насау“                           |
| ---------------------------------------------------------------- | --------------------------------- | --------------------------------- | --------------------------------- | --------------------------------- | --------------------------------- | --------------------------------- | --------------------------------- | --------------------------------- | --------------------------------- | --------------------------------- | --------------------------------- | --------------------------------- |
| Година на залагане/влизане в строй                               | 1905/1908                         | 1905/1908                         | 1906/1908                         | 1906/1908                         | 1905/1906                         | 1905/1906                         | 1908/1910                         | 1908/1910                         | 1908/1910                         | 1908/1910                         | 1907/1909                         | 1907/1909                         |
| Мощност на СУ, к.с. (скорост, възела)                            | 27 000 (23)                       | 27 000 (23)                       | 41 000 (25)                       | 41 000 (25)                       | 23 000 (21)                       | 23 000 (21)                       | 42 000 (24,8)                     | 42 000 (24,8)                     | 42 000 (24,8)                     | 42 000 (24,8)                     | 22 000 (19)                       | 22 000 (19)                       |
| Размери                                                          | 161,2×22,86×7,92                  | 161,2×22,86×7,92                  | 172,8×23,9×8                      | 172,8×23,9×8                      | 160,6×25×9,4                      | 160,6×25×9,4                      | 171,7×26,6×8,91                   | 171,7×26,6×8,91                   | 171,7×26,6×8,91                   | 171,7×26,6×8,91                   | 146,1×26,9×8,57                   | 146,1×26,9×8,57                   |
| Теглово разпределение, в проценти към нормалната водоизместимост |                                   |                                   |                                   |                                   |                                   |                                   |                                   |                                   |                                   |                                   |                                   |                                   |
| Разчет според британската система                                | Разчет според британската система | Разчет според британската система | Разчет според британската система | Разчет според британската система | Разчет според британската система | Разчет според британската система | Разчет според британската система | Разчет според британската система | Разчет според германската система | Разчет според германската система | Разчет според германската система | Разчет според германската система |
| Корпус и съдови механизми                                        | 5609                              | 37,81 %                           | 6300                              | 35,94 %                           | 6198                              | 34,08 %                           | 6004                              | 30,7 %                            | 6100                              | 31,09 %                           | 6328,6                            | 33,54 %                           |
| Брониране                                                        | 2835                              | 19,11 %                           | 3516                              | 20,06 %                           | 5080                              | 27,93 %                           | 5693                              | 29,39 %                           | 6300                              | 32,11 %                           | 7463,6                            | 39,56 %                           |
| Енергетична установка                                            | 2571                              | 17,33 %                           | 3445                              | 19,65 %                           | 2083                              | 11,45 %                           | 3034                              | 15,66 %                           | 2850                              | 14,52 %                           | 1376,7                            | 7,30 %                            |
| Въоръжение с кулите                                              | 2099                              | 14,14 %                           | 2480                              | 14,14 %                           | 3150                              | 17,32 %                           | 2604                              | 13,44 %                           | 2130                              | 10,85 %                           | 2697,5                            | 14,30 %                           |
| Гориво                                                           | 1016                              | 6,85 %                            | 1016                              | 5,8 %                             | 915                               | 5,03 %                            | 1000                              | 5,16 %                            | 1000                              | 5,1 %                             | 1000                              | 5,30 %                            |
| Екипаж и провизии                                                | 605                               | 4,08 %                            | 671                               | 3,83 %                            | 661                               | 3,63 %                            | 1240                              |                                   | ?                                 | 6,32 %                            |                                   | ?                                 |
| Запас водоизместимост                                            | 102                               | 0,68 %                            | 102                               | 0,58 %                            | 102                               | 0,56 %                            |                                   | —                                 |                                   | —                                 |                                   | —                                 |
| ВСИЧКО                                                           | 14 837                            | 100 %                             | 17 530                            | 100 %                             | 18 189                            | 100 %                             | 19 575                            | 100 %                             | 19 620                            | 100 %                             | 18 866,4 т                        | 100 %                             |

Германският крайцер изначално е проектиран в т.ч. и за бой в линия против британските дредноути, за това, освен високата скорост и силното въоръжение, има добра защита. Тя съставлява 33% от нормалната водоизместимост и по това ниво се приближава към линкорното. Цената за това е ръстът на водоизместимостта – при „Фон дер Тан“ тя е по-голяма, отколкото при съвременния му германски дредноут „Насау“.
При това германските инженери успяват да усилят бронирането, без особено да жертват от скоростта и въорежението. Проектната скорост на британският крайцер е само с 0,2 възела повече. Независимо от редицата „детски болести“, турбините на германския крайцер в експлоатацията му се показват достатъчно надеждни. Така например, при връщането му през 1911 г, от Южна Америка „Фон дер Тан“ изминава 1913 мили със средна скорост от 24 възела.
На пръв поглед въоръжението на германския крайцер е по-слабо от това на „Инвинсибъл“. Но всъщност 280-мм оръдия на „Фон дер Тан“ са еквивалентни на 305-мм оръдия на британеца. Ако британският 386-кг бронебоен снаряд има начална скорост 831 м/с, то германският 302-кг се ускорява до 855 м/с. Още повече че немците отделят по-голямо внимание на качеството на снарядите и артилерийската стрелба. За това немските снаряди не се чупят при среща с преграда и имат надежден взривател, а точността на стрелбата на немските кораби на протежение на войната е по-голяма, отколкото при британските. Секторите на обстрел при немския крайцер също са малко по-добри – схемата за разположение на бордовите кули и на двата кораба е диагонална, но при „Фон дер Тан“, за сметка на по-голямото раздалечаване, тези кули имат по-големи сектори на обстрел по противоположния борд – 125° против 75°. За сметка на това „Фон дер Тан“ има цели осем оръдия в бордовия залп, както и при дванадесеторъдейния „Насау“.
„Фон дер Тан“ е лишен и от още един недостатък на „Инвинсибъл“. При британския крайцер 102-мм калибър, избран за противоминна артилерия, е явно недостатъчен. Изначално германския крайцер е въоръжен със 150-мм оръдия. Това се оказва и много удачно като противоминна артилерия и се използва при всички последващи германски дреднаути и линейни крайцери. Наистина се оказва че поставянето в допълнение към тях на 88-мм оръдия е излишно, за това по-късно те са свалени, а са поставени двойка зенитни. Височината от новото на морето на стволовете на 150-мм батарея съставлява едва 4,3 м, както и на крайцера „Фридрих Карл“ (заложен през 1901 г.), което за голям кораб е явно недостатъчно.
Защитата на „Фон дер Тан“ е в пъти по-добра, отколкото на „Инвинсибъл“. Там, където при британеца има тесен пояс с дебелина 152 мм, у немския крайцер има двуетажен броневи пояс с дебелина 250 – 225 мм. Това е практически еквивалентно на 279-мм пояс на британския линкор „Дреднаут“. Превъзходна е и противоторпедната защита. Поставянето на бронирана противоторпедна преграда, прегради в диаметралната плоскост, грамотната разбивка на водонепроницаеми отсеци и добрата организация на борбата за живучест водят до това, че там, където немските кораби след взрив съхраняват ход, британските кораби търпят бедствие и загиват.
Картината се малко се влошава от това, че германският крайцер е проектиран като идеален за условията на бой в Северно море – бой на ограничена дистанция от 8000 – 10 000 м. Неговата мореходност и условията за обитание на екипажа са по-лоши, отколкото при британските крайцери, разчетени за борба на дългите комуникации на Британската империя. Към това за времето на Първата световна война дистанциите на боя силно нарастват и в Ютландското сражение достигат 18 000 м. На тази дистанция проличава недостатъчната хоризонтална защита на германския крайцер. Към това на такава дистанция снарядите падат под голям ъгъл, и те преминават над броневия пояс и поразяват барбетите на кулите на главния калибър в местата, където тяхната защита е прекалено тънка.
Но като цяло германската концепция се оказва по-добра от британската. И „Фон дер Тан“ се получава по-балансиран и обладава по-високи бойни качества, отколкото британските линейни крайцери с 305-мм артилерия – типът „Инвинсибъл“ и последващия след него тип „Индифатигъбъл“. При равенство в скоростите концепцията на Фишър за „скоростта е най-добрата защита“ вече не сработва. И в дуелната ситуация на Ютландското сражение германският крайцер, защитен с по-дебела броня, излиза като победител в боя против британския „Индифатигъбъл“.
|                                                 | „Цукуба“           | „Минотавър“           | „Шарнхорст“         | „Рюрик II“        | „Тенеси“           | „Блюхер“            | „Инвинсибъл“   | „Фон дер Тан“      |
| ----------------------------------------------- | ------------------ | --------------------- | ------------------- | ----------------- | ------------------ | ------------------- | -------------- | ------------------ |
| Заложен                                         | 1905 г.            | 1905 г.               | 1905 г.             | 1905 г.           | 1903 г.            | 1907 г.             | 1905 г.        | 1908 г.            |
| Влиза в строй                                   | 1907 г.            | 1908 г.               | 1907 г.             | 1908 г.           | 1906 г.            | 1909 г.             | 1908 г.        | 1910 г.            |
| Размери, м (Д×Ш×Г)                              | 137,1×23×8         | 158,2×22,7×7,91       | 144,6×21,6×8,17     | 161,2×22,86×7,92  | 153,8×22,2×7,62    | 161,8×24,5×8,56     | 172,8×24×8,13  | 171,7×26,6×9,04    |
| Водоизместимост нормална                        | 13 750 т           | 14 595 ts             | 11 616 т            | 15 170 т          | 14 500 ts          | 15 842 т            | 17 250 ts      | 19 370 т           |
| Пълна                                           | 15 400 т           | 16 085 ts             | 12 985 т            | 18 500 т          | 15 715 ts          | 17 500 т            | 19 720 ts      | 21 300 т           |
| Силова установка                                |                    |                       |                     |                   |                    |                     |                |                    |
| Мощност номинална, к.с. (скорост, възела)       | 20 500 (20,5)      | 27 000 (23)           | 26 000 (22,5)       | 19 700 (21)       | 27 500 (22)        | 32 000 (24,5)       | 41 000 (25)    | 42 000 (24,8)      |
| Максимална, к.с. (скорост, възела)              | 20 736 (20,5)      |                       | 28 783 (23,6)       | 20 580 (21,43)    |                    | 38 323 (25,4)       | 46 500 (26,64) | 79 007 (27,4)      |
| Далечина на плаване, мили (при скорост, възела) |                    | 2920 (20,5) 8150 (10) | 4800 (14) 5120 (12) |                   | 6500 (10)          | 3520 (18) 6600 (12) | 2300 (23)      | 4400 (14)          |
| Брониране, мм                                   |                    |                       |                     |                   |                    |                     |                |                    |
| Борд                                            | 178                | 152                   | 150                 | 152               | 127                | 180                 | 152            | 250                |
| Палуба                                          | 76                 | 38                    | 60                  | 38 + 25           | 76                 | 70                  | 65             | 50                 |
| Кули                                            | 178                | 203                   | 170                 | 203               | 229                | 180                 | 178            | 230                |
| Въоръжение                                      | 4×305-мм 12×152-мм | 4×234-мм 10×190-мм    | 8×210-мм 6×150-мм   | 4×254-мм 8×203-мм | 4×254-мм 16×152-мм | 12×210-мм 8×150-мм  | 8×305-мм       | 8×280-мм 10×150-мм |

## Коментари
1. ↑  Акронимът „SMS“ – е от на немски: Seiner Majestat Schiff – Кораб на Негово Величество.
2. ↑  В официалната немска класификация от онова време няма понятието „линеен крайцер“ (на немски: Schlachtkreuzer), и той, заедно с броненосните крайцери е класифициран като „голям крайцер“ (на немски: Großer Kreuzer).
3. ↑  На „големите крайцери“ от германския флот в британската флота съответстват крайцерите от 1-ви ранг. Това са бронепалубните крайцери от „Кайзерин Аугуста“ до „Принц Хайнрих“, всички броненосни крайцери от „Принц Адалберт“ до „Блюхер“ и линейните крайцери.
4. ↑  В немския флот званието капитан цур зее съответва на капитан 1-ви ранг.
5. ↑  Времето в статията съответва на указаното в немските източници – берлинско или GMT+1. В англоезичните източници времето съответства на часовия пояс GMT. Времето, детайлите на попаденията и повредите на „Фон дер Тан“ се различават според източниците и са дадени основно според Campbell, John (1998). Jutland: An Analysis of the Fighting. Lyons Press. ISBN 1-55821-759-2.
6. ↑  В сравнение с източника в таблицата са направени редица изменения: 1) Теглата са превърнати от дълги тонове в метрични; 2) Статиите „корпус“ (6240 д.т) и „оборудване“ (798 д.т) са обединени в една – „Корпус и съдови механизми“; 3) Съгласно Campbell, German dreadnoughts and their protection (Warship vol1 No 4) и Norman Friedman, Battleship Design and Development 1905 – 1945 от частта „корпус“ теглото на включената там бронева палуба – 822 т – е пренесено в статията „брониране“.
7. ↑  Разчетът в двата флота е различен. Според британците въртящата се броня на кулите се включва в статията „въоръжение“, а при немците – в „брониране“. Теглото на броневите палуби според британската система се включва в частта „брониране“, а според германската – в частта „корпус“. Съществуват и по-дребни разлики, за това сравнението на „Фон дер Тан“ с „Насау“ е дадено в германския вариант за разчет.
8. ↑  След натъкване на мина линейния крайцер „Зайдлиц“, на който има сходна система за противоторпедна защита, самостоятелно се добира до базата. След получаване на торпедно попадение в Ютландското сражение той продължава да води бой, практически без да намалява ход. В същото това Ютландско сражение британският линкор „Марлборо“, след получаване на торпедно попадение, излиза от боя, загубвайки ход. А новият линкор „Одейшъс“ след подрив на мина, независимо от всички мерки за спасяване, потъва.
9. ↑  По скосовете 102 мм.